# エレナ・セロヴァ
エレナ・オレゴウナ・セロヴァ（Yelena Olegovna Serova 、Russian: Елена Олеговна Серова、1976年4月22日-）は、ロシア連邦の政治家、宇宙飛行士である。2016年から2021年まで、ロシア連邦の国家院の議員を務めていた。
政治家になる前の2006年にロスコスモスの宇宙飛行士に選ばれた。2014年から2015年まで国際宇宙ステーション(ISS)での長期のミッションに参加し、2016年に宇宙飛行士を引退した。

## 伝記
セロヴァはロシア極東のウスリースクの一部であるVozdvizhenkaの村で生まれ、1988年までそこで暮らしたが、軍に所属していた父親の転勤に伴って、ドイツに引っ越した。その後、モスクワに引っ越し、w:Moscow Aviation Instituteで将来の夫となるマークと出会った。
2001年3月、彼女はMoscow Aviation InstituteのAerospace Facultyを卒業し、工学の学位を得た。2003年には、w:Moscow State Academy of Instrument Engineering and Informationを卒業し、経済学の学位を得た。
宇宙飛行士になる前、彼女はS.P.コロリョフ ロケット&スペース コーポレーション エネルギアでRKAミッションコントロールセンターのエンジニアとして働いていた。
2006年10月、30歳の時にRKKE-14グループの一員としてテスト宇宙飛行士に選ばれ、フライトエンジニアとして働いた。2009年には、ガガーリン宇宙飛行士訓練センターでの基礎的な訓練を終了した。

### 第41/42次長期滞在

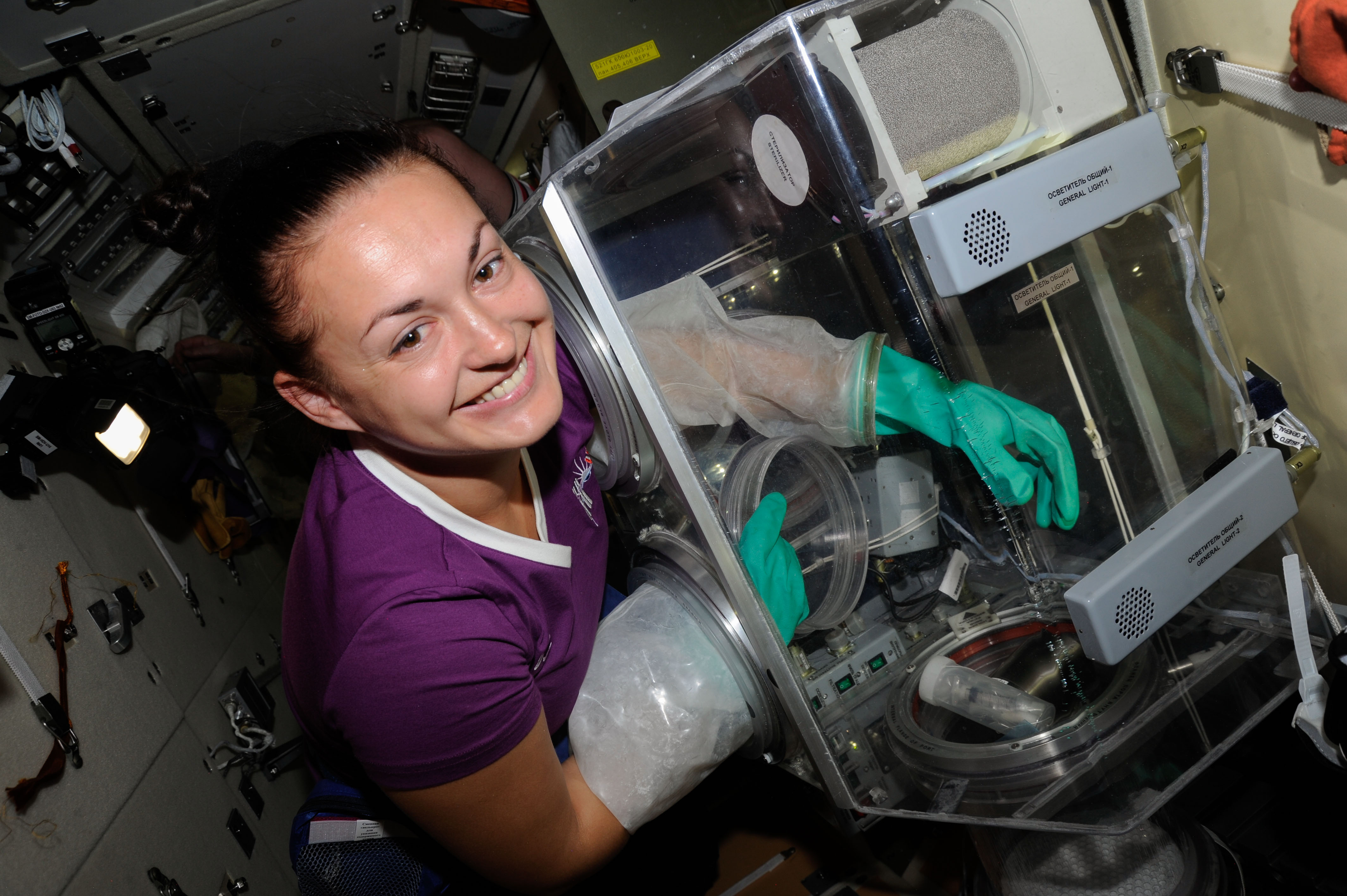
Serova works with test samples from the Kaskad cell cultivation experiment in the MRM2.

2011年末、ロシア宇宙庁のチーフであるウラジーミル・ポポフキンは、セロヴァがISSを訪れて最大6か月間滞在し、生物物理学や医学の実験を行うと発表した。「2014年9月25日、彼女はフライエンジニアとしてソユーズTMA-14Mに乗り込み、第41/42次長期滞在に参加した。
セロヴァは、ロシアから宇宙を訪れた4人目の女性宇宙飛行士となった。前の3人は、ワレンチナ・テレシコワ（1963年）、スベトラーナ・サビツカヤ（1982年と1984年）、エレーナ・コンダコワ（1994年と1997年）である。
ソユーズFGロケットは、船長のアレクサンドル・サマクチャイエフ、NASAのバリー・ウィルモアとセロヴァを乗せ、20:25(UTC)にバイコヌール宇宙基地のSite 1/5から打ち上げられた。打上げの9分後、ソユーズTMA-14MはFGロケットの第3段から切り離され、軌道に入った。その直後、KURS航行アンテナが展開されたが、2つのうち1つの太陽電池アレイが開かなかった。トラブルはあったものの、6時間で軌道を4週した後の9月26日1:12(UTC)に宇宙ステーションとの間のリンクができた。
漏洩チェックの終了後、ミニ・リサーチ・モジュール2のハッチが5:06(UTC)に開けられ、3人は宇宙ステーション内に入った。2015年3月11日に、167日間の宇宙滞在を終え、3人は地球に帰還した。

## 政治活動
2016年、統一ロシアから国家院議員の選挙に立候補した。2019年7月8日、欧州安全保障協力機構の総会では「国際宇宙ステーション上で、（彼女と同僚宇宙飛行士は）ドンバスとルハンスクで爆弾や砲弾が爆発する様子を肉眼で見る機会があった。ウクライナ軍の上空から飛び去るまでの間、非武装の人々がそこで亡くなっていた」と演説した。宇宙飛行士のユーリー・バトゥーリンによると、このような軍事作戦は、ISSからの特別なサーベイランスツールなしでは実現しそうにないとのことである。ISSの地上からの高さは、411.5から430.3 kmである。
2017年7月、セロヴァは、動物保護のための予算を審議する会議の副議長となった。

## 私生活
2003年のRKKE-13で選考された同じ宇宙飛行士のマーク・セロフと結婚したが、彼は1度もミッションに従事しないまま宇宙飛行士を引退した。1人の娘がいる。セロヴァは、2014年ソチオリンピックの開会式でロシア国旗を掲げた5人の宇宙飛行士（セルゲイ・クリカレフ、ロマン・ロマネンコ、スベトラーナ・サビツカヤ、フョードル・ユールチキン、セロヴァ）の1人に選ばれた。関心は、飛行と経済学である。